# Pogonosoma semifuscum
Pogonosoma semifuscum är en tvåvingeart som beskrevs av Wulp 1872. Pogonosoma semifuscum ingår i släktet Pogonosoma och familjen rovflugor. Inga underarter finns listade i Catalogue of Life.